# Polyritmiek
|  |                                         |
|  | Een 2 tegen 3 polyritme (download·info) |

|  |                                         |
|  | Een 3 tegen 4 polyritme (download·info) |

Polyritmiek is het gebruiken van meerdere ritmes tegelijkertijd, of een zodanig ritme, dat dat op meerdere manieren gehoord kan worden. Veel muziek uit West-Afrika en Cuba heeft een polyritmisch karakter. In dergelijke gevallen zal zijn ritmes zowel in drie als in vier tellen te horen, of kunnen tegelijkertijd de tel in triolen en zestiende noten  onderverdeeld worden. Ook binnen de metalscene zijn er bands die van polyritmiek gebruikmaken, zoals Meshuggah, Textures of The Dillinger Escape Plan.
Ook veel bands uit het New Weird America en progressieve rock en jazz genre maken gebruik van polyritmische patronen.